# Открытый чемпионат Франции по теннису 2020
Открытый чемпионат Франции 2020 — 119-й розыгрыш ежегодного профессионального теннисного турнира серии Большого шлема, проводившегося в столице Франции Париже на кортах местного теннисного центра «Roland Garros». Победители соревнований определялись в восьми разрядах: в четырёх — у взрослых и у старших юниоров. В 2020 году турнир в смешанном парном разряде не состоялся.
В 2020 году турнир был перенесён на осень из-за пандемии коронавирусной инфекции, и матчи основных сеток прошли с 27 сентября по 11 октября. Открытый чемпионат Франции впервые стал заключительным турниром Большого шлема в сезоне.

## Общая информация

### Рейтинговые очки и призовые деньги

##### Рейтинговые очки
Ниже представлено распределение рейтинговых очков теннисистов на турнирах Большого шлема.
В связи с отменой большинства теннисных турниров была изменена система начисления рейтинговых очков. Все баллы, заработанные спортсменами на Открытом чемпионате Франции 2019 года, сохранились. При этом теннисисты могут получить дополнительные очки, если превзойдут свои прошлогодние результаты.

#### Взрослые
| Разряд / стадия   | Титул | Финал | Полуфинал | Четвертьфинал | 1/8 финала | 1/16 финала | 1/32 финала | 1/64 финала | Победа в квалификации | Финал квалификации | Второй круг квалификации | Первый круг квалификации |
| Мужской одиночный | 2000  | 1200  | 720       | 360           | 180        | 90          | 45          | 10          | 25                    | 16                 | 8                        | 0                        |
| Мужской парный    | 2000  | 1200  | 720       | 360           | 180        | 90          | 0           | н/д         | н/д                   | н/д                | н/д                      | н/д                      |
| Женский одиночный | 2000  | 1300  | 780       | 430           | 240        | 130         | 70          | 10          | 40                    | 30                 | 20                       | 2                        |
| Женский парный    | 2000  | 1300  | 780       | 430           | 240        | 130         | 10          | н/д         | н/д                   | н/д                | н/д                      | н/д                      |